# Antonio Martone

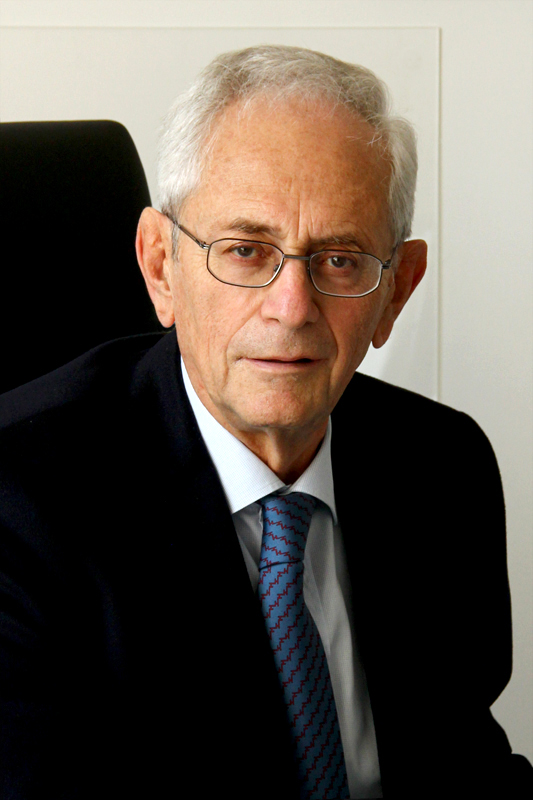
Antonio Martone

Antonio Martone (Roma, 15 maggio 1941) è un magistrato italiano, ex componente del CSM e del Consiglio di Presidenza della Giustizia Tributaria ed ex presidente della Commissione di garanzia dell'attuazione della legge sullo sciopero nei servizi pubblici essenziali e della Associazione Nazionale Magistrati.

## Biografia
Laureato in giurisprudenza presso l'Università di Roma nel 1963, è dal 1965 magistrato ordinario. Dal 1964 è, inoltre, assistente della cattedra di diritto processuale del lavoro, presso lo stesso ateneo di laurea.
Dal 1986 ha svolto la funzione di sostituto procuratore generale presso la Corte di cassazione e dal 2009 (fino al pensionamento l'anno seguente) è stato Avvocato generale della Repubblica presso la Suprema Corte. 
Suo figlio, Michel Martone, docente di discipline giuslavoristiche, è stato Viceministro del Lavoro nel Governo Monti. 

## Incarichi istituzionali
Dal 1981 al 1985 è componente eletto del CSM, mentre tra il 1996 e il 2002 ricopre lo stesso ruolo nel Consiglio di Presidenza della Giustizia Tributaria. Nel 1989 è nominato membro del CNEL, in cui presiede prima la commissione per le nuove rappresentanze (1989-2000), poi il comitato per la formulazione dei pareri sulla rappresentatività sindacale (2000-2005). Tra il 1996 e il 2000 gli viene affidata, inoltre, la presidenza del Nucleo di valutazione della spesa relativa al pubblico impiego.
Tra il febbraio del 1999 e il novembre dello stesso anno è Presidente dell'ANM.
Viene nominato dal Presidente della Repubblica nel dicembre 2003 membro della Commissione di garanzia dell'attuazione della legge sullo sciopero nei servizi pubblici essenziali e, poi, riconfermato per un altro triennio nel 2006. Per entrambi i trienni è eletto Presidente della Commissione. 
Nel 2009 viene nominato dal Ministro della Funzione Pubblica Renato Brunetta membro della Commissione indipendente per la valutazione, la trasparenza e l'integrità delle amministrazioni pubbliche, venendone poi eletto Presidente. In seguito ad un'inchiesta del quotidiano la Repubblica, che lo vede coinvolto in presunti favoritismi a favore di suo figlio Michel Martone, si dimette dalla carica di Presidente. Verrà poi confermato nell'Autorità Nazionale Anticorruzione dal Ministro della Pubblica Amministrazione Filippo Patroni Griffi.
Il 23 aprile 2014 si dimette dall'Autorità insieme agli altri membri.